# S3-as metró (Nanking)
A nankingi metróhálózat S3-as jelzésű vonala a Nanking-Déli pályaudvart és Kaocsiacsung állomást köti össze. A vonal hossza közel 36 kilométer, amin 19 állomás található. Átadására 2017. december 6-án került sor.

## Állomáslista
|                         |          |                                   |  |
| Nanking-Déli pályaudvar | 南京南站 | 1-es vonal 3-as vonal S1-es vonal |  |
| Csingmingcsiajüan       | 景明佳园 |                                   |  |
| Tiehszincsiao           | 铁心桥   |                                   |  |
| Csuncsianglu            | 春江路   |                                   |  |
| Csiahszi                | 贾西     |                                   |  |
| Jufangcsiao             | 油坊桥   | 2-es vonal                        |  |
| Csungcsulu              | 永初路   |                                   |  |
| Pingliangtacsie         | 平良大街 |                                   |  |
| Vuhoucsie               | 吴侯街   |                                   |  |
| Kaomiaolu               | 高庙路   |                                   |  |
| Tienpao                 | 天保     |                                   |  |
| Liucun                  | 刘村     |                                   |  |
| Maluovej                | 马骡圩   |                                   |  |
| Lanhuatang              | 兰花塘   |                                   |  |
| Suanglung               | 双垅     |                                   |  |
| Sicsiho                 | 石碛河   |                                   |  |
| Csiaolinhszincseng      | 桥林新城 |                                   |  |
| Linsan                  | 林山     |                                   |  |
| Kaocsiacsung            | 高家冲   |                                   |  |
|                         |          |                                   |  |

## Fordítás
- Ez a szócikk részben vagy egészben  a   Line S3 (Nanjing Metro) című angol Wikipédia-szócikk ezen változatának fordításán alapul.  Az eredeti cikk szerkesztőit annak laptörténete sorolja fel. Ez a jelzés csupán a megfogalmazás eredetét és a szerzői jogokat jelzi, nem szolgál a cikkben szereplő információk forrásmegjelöléseként.
- Ez a szócikk részben vagy egészben  a(z)   宁和城际轨道交通 című kínai Wikipédia-szócikk ezen változatának fordításán alapul.  Az eredeti cikk szerkesztőit annak laptörténete sorolja fel. Ez a jelzés csupán a megfogalmazás eredetét és a szerzői jogokat jelzi, nem szolgál a cikkben szereplő információk forrásmegjelöléseként.